# Андресса Каваларі Машрі
Андресса Каваларі Машрі або просто Андрессінья (порт.-браз. Andressa Cavalari Machry / Andressinha; нар. 1 травня 1995, Рокі-Гонсаліс, Ріу-Гранді-ду-Сул, Бразилія) — бразильська футболістка, півзахисниця «Корінтіанса» та національної збірної Бразилії. Брала участь у чемпіонаті світу 2015 року. З 2010 по 2015 рік захищала кольори «Кіндеманна», учасниця Кубку Лібертадорес 2018 року як гравчиня Ірандуби.

## Клубна кар'єра

### «Пелотас»
Розпочала займатися футболом у рідному місті Рокі-Гонсаліс, Ріу-Гранді-ду-Сул. У 2009 році перебрався до «Пелотаса», у складі якого виступала в Лізі Гаушу. Допомогла «Пелотасу» посісти 4-те місце в Лізі.

### «Кіндерманн»
У 2010 році почала виступати за «Кіндерманн», команду з міста Касадор, Санта-Катарина, в якому виступала до початку 2015 року, коли її викликали на тривалий період часу в національну збірну Бразилії. У складі команди зі Санта-Катаріни вигравала чемпіонат штату 2010, 2011, 2012 та 2013 років, при цьому сезонах 2011 та 2013 років ставала найкращою бомбардиркою чемпіонату, а також стала віцн-чемпіонкою Бразилії 2014 року. Під час свого тривалого періоду виступу в «Кіндерманні» Андрессінья також грала й за футзальну команду клубу, у складі якої виграла чемпіонат Санта-Катаріни (WU-17) та університетські ігри Бразилії 2013 року, викликалася до дівочої збірної Санта-Катаріни (WU-17).

### «Г'юстон Даш»

#### 2015
27 липня 2015 року, після завершення Панамериканських ігор, було оголошено про перезаснування для Г'юстон Даш, клуб у місті Г'юстон, штат Техас, у Сполучених Штатах, команді в якому вже базувалося «Х'юстон Динамо». Бразилійка приєдналася до команди з Техасу, щоб змагатися в останніх турах Національної жіночої футбольної ліги (NWSL), вищого дивізіону жіночого футболу у вище вказаній країні. Згідно з правилами NWSL, в одній команді може бути не більше 20 гравців, але з приходом Андрессіньї необхідно було звільнити місце, і для цього захисниці Карлі Вілльямса надали статус вільного агента. Дебютувала в новій команді 29 липня 2015 року, вийшовши в стартовому складі в переможному (3:2) поєдинку проти «Канзас-Сіті». Окрім вище вказаного поєдинку, протягом року зіграла ще шість за американський клуб, останні сім у NWSL сезону 2015 року, які зіграв Г'юстон Даш, який фінішував на 5-му місці та залишився поза чемпіонським плей-оф. У всих вище вказаних матчах Анддрессінья носила футболку з 2-им ігровим номером. За підсумками сезону у внетрішньоклубному голосуванні обрана найкращою молодою футболісткою «Г'юстон Даш» 2015 року.

#### 2016
Проходила передсезонну підготовку з командою у 2016 році, під час якої відзначилася першим голом за «Г'юстон Даш», вдало виконавши штрафний удар у переможному (3:0) поєдинку проти «Орегон Стейт Біверс», команда Університету штату Орегон, у товариському турнірі, організованому «Портленд Торнс». Без урахування передсезонних ігор, зіграла 15 матчів за американський клуб у NWSL 2016 року. У вище вказаному турнірі відзначилася одним голом за «Х'юстон Даш», 23 квітня 2016 року в програному (1:3) поєдинку проти «Орландо Прайда», який номінували на найкрасивіший гол другого туру NWSL 2016 та найкрасивіший гол квітня 2016 року за результатами голосування, проведеного на сайті Women's Soccer United, але в обох номінаціях Андресса поступилася голу Елі Крегер, яким вона відзначилася за «Вашингтон Спіріт» 24 квітня 2016 року в переможному (2:1) поєдинку проти «Скай Блу». У вище вказаному матчі проти клубу з Орландо, штат Флорида, також відзначилася автоголом.  Техаський клуб завершив чемпіонат на 8-му місці та знову не потрапив до чемпіонського плей-оф. Протягом сезону Анддрессінья отримала футболку з 17-им ігровим номером, під яким вона також виступала на Олімпійських іграх. У грудні 2016 року продовжила контракт з «Х'юстон Даш» на наступний сезон.

#### 2017
У 2017 році повернулася до розташування команди, щоб пройти з нею передсезонні збори. Під час передсезонного підготовчого періоду до NWSL цього року «Х'юстон Даш» Thorns Spring Invitational 2017 року, товариський турнір за участю чотирьох команд, який організував «Портленд Торнс». За цей сезон Андресінья зіграла 21 матч та відзначилася 2-ма голами за техаський клуб. Першим голом за «Г'юстон Даш» відзначилася 20 травня 2017 року в програному (1:2) поєдинку проти «Скай Блу». 15 липня 2017 року відзначилися другим голом у переможному (2:1) поєдинку проти «Вашингтон Спіріт», в якому Андрессінья встановила рахунок 2:0. Цей гол за команду з Джермантауна, штат Меріленд, приніс їй номінацію на найкрасивіший гол 13-го туру NWSL 2017, але програв суперечку Тоні Пресслі, яка відзначилася голом того ж дня за «Орландо Прайд», у переможному (4:1) поєдинку проти «Канзас Сіті». Тим не менш, вона була обрана найкращим гравцем 13-го туру NWSL 2017 й обрана до команди липня NWSL 2017. У цьому турнірі клуб знову посів 8 місце, знову залишилися поза чемпіонським плей-оф. Після закінчення змагань з «Х'юстон Даш» того сезону, разом із захисником Бруною Бенітес, їх віддали в оренду до Ірандубі, бразильському клубу зі штату Амазонас, разом з яким виграла Лігу Амазоненсе.

### «Тіраденташ»
Після закінчення контракту та розформування «Г'юстон Даш», повертається до Бразилії, де підсилила «Тіраденташ» у чемпіонат Бразилії 2015. Незабаром Анддрессіня стала однією з провідних гравчинь команди, допомогла «Тірандеш» дійти до півфіналу, де «тигриці» поступилися досвдченішому «Сан-Жозе». Завдяки вдалим виступам у команді отримала нагороду Найкращого новачка 2015 року.

### «Ферроварія»
26 жовтня 2016 року Андресса підсилила «Ферроварія», команди з міста Арараквара, штат Сан-Паулу, яка того року повинна була стартувати у кубку Лібертадорес. Однак, через її виклик до збірної Бразилії для участі в Міжнародному жіночому турнірі з футболу 2016 року, не змогла взяти участь у південноамериканському змаганні з клубом з Сан-Паулу, оскільки дати проведення турнірів збігалися.

### «Ірандуба»
4 жовтня 2017 року «Ірандуба» з однойменного міста оголосила про підписання контракту з Машрі для виступів у Лізі Амазоненсе того ж року. Після прибуття в штат Амазонас, перед тим як представити клубу, її зустріли вечіркою в аеропорту. У футболці «Халків з Амазонії» дебютувала 1 листопада, забивши 4 м'ячі в переможному (12:0) поєдинку-відповіді півфіналу плей-оф чемпіонату штату проти «Сан-Раймунду». У фіналі вона виграла чемпіонку Амазонії після двох нічиїх проти новачка 3Б да Амазонії, команди з міста Манауса. Однак це рішення було оточене суперечками. Спочатку «3Б да Амазонія» мав би перевагу у двох нічийних матчах у фіналі за те, що він виграв чемпіонат, але клуб був покараний Судом спортивної юстиції (TJD) втратою 6 очок за список нерегулярних гравців, передавши цю перевагу «Ірандубі». Окрім цього, перед матчем-відповіді у фіналі, команда зі столиці штату Амазонаса намагалася засудити «Ірандубу» за підробку медичних довідок Андрессіньї та захисника Бруни Бенітес. Скаргу зрештою TJD не прийняв, і друге протистояння відбулося, як й очікувалося, зрештою «Ірандуба» стала 7-кратною чемпіонкою штату Амазонас.

### «Портленд Торнс»
12 січня 2018 року повідомимли про обмін гравцями між ФК «Портленд Торнс» та «Х'юстон Даш», де клуб з міста Роз, штат Орегон, придбав Анддрессінью, поступившись колишньому бразильському клубу американській нападниці Савані Джордан. Андрессінья дебютувала за «Портленд Торнс» 28 квітня 2018 року проти «Юти Роялс», де вийшла на заміну на 64-ій хвилині замість Селести Бурей. 11 травня 2018 року відзначилася першим голом за команду зі штрафного удару, який приніс «Торнс» в перемогу з рахунком 3:1.

### Повернення до «Ірандуби»
Після закінчення сезону 2018 року у Сполучених Штатах він повертається до Бразилії, щоб знову захищати Ірандубу — цього разу для участі в кубку Лібертадорес того року.

### «Корінтіанс»
9 січня 2020 року підписала контракт з «Корінтіансом».

## Кар'єра в збірній

### Дівоча збірна Бразилії (WU-17)
Вперше її викликали до дівочої збірної Бразилії (WU-17), у 2009 році, у віці 14 років. У 2010 та 2012 році виступала на дівочому кубку Південної Америки (WU-17) та дівочому чемпіонаті світу (WU-17). Двічі ставала переможницею чемпіонату Південної Америки, при чому в останньому з вище вказаних турнірів відзначилася вирішальним голом. Однак на дівочому чемпіонаті світу (WU-17) в обох розіграшах бразилійки вибували на стадії 1/4 фіналу. Під час свого останнього матчу на дівочому чемпіонаті світу WU-17 Андресса була капітаном і провідною гравчинею команди, яка поступилася у другому таймі Німеччині. Тоді організатори турніру порівнювали її талант з Мартою, порівняння, яке також було зроблено за 2 роки до цього, після перемоги в дівочому кубку Південної Америки (WU-17) у 2010 році тодішнім тренером збірної Едвалдо Ерлашером.
|                                                                    | [Андресса] — дівчина, яка повинна піти тим самим шляхом або навіть й далі, чим сьогодні для Бразилії є Марта. |
| — Едвалдо Ерлашер, колишній тренер дівочої збірної Бразилії WU-17. | |

#### Матчі та голи за збірну (WU-17)
| Матчі та голи за дівочу збірну Бразилії (WU-17) | Матчі та голи за дівочу збірну Бразилії (WU-17) | Матчі та голи за дівочу збірну Бразилії (WU-17) | Матчі та голи за дівочу збірну Бразилії (WU-17) | Матчі та голи за дівочу збірну Бразилії (WU-17) | Матчі та голи за дівочу збірну Бразилії (WU-17) | Матчі та голи за дівочу збірну Бразилії (WU-17) | Матчі та голи за дівочу збірну Бразилії (WU-17)  | Матчі та голи за дівочу збірну Бразилії (WU-17) |
| Nº                                              | Дата                                            | Місце                                           | Результат                                       | Суперник                                        | Голи                                            | Рахунок                                         | Змагання                                         | Пос.                                            |
| ----------------------------------------------- | ----------------------------------------------- | ----------------------------------------------- | ----------------------------------------------- | ----------------------------------------------- | ----------------------------------------------- | ----------------------------------------------- | ------------------------------------------------ | ----------------------------------------------- |
| 1.                                              | 31 січня 2010                                   | Комендадор Соужа, Сан-Паулу, Бразилія           | 3–0                                             | Болівія                                         | 0                                               | –                                               | Дівочий чемпіонат Південної Америки (WU-17) 2010 | [ 61 ]                                          |
| 2.                                              | 2 лютого 2010                                   | Руа Жаварі, Сан-Паулу, Бразилія                 | 0–15                                            | Еквадор                                         | 1                                               | 0–7                                             | Дівочий чемпіонат Південної Америки (WU-17) 2010 | [ 62 ]                                          |
| 3.                                              | 4 лютого 2010                                   | Комендадор Соужа, Сан-Паулу, Бразилія           | 5–1                                             | Парагвай                                        | 1                                               | 4–1                                             | Дівочий чемпіонат Південної Америки (WU-17) 2010 | [ 63 ]                                          |
| 4.                                              | 6 лютого 2010                                   | Комендадор Соужа, Сан-Паулу, Бразилія           | 0–5                                             | Перу                                            | 1                                               | 0–2                                             | Дівочий чемпіонат Південної Америки (WU-17) 2010 | [ 64 ]                                          |
| 5.                                              | 9 лютого 2010                                   | Пасаембу, Сан-Паулу, Бразилія                   | 6–2                                             | Венесуела                                       | 0                                               | –                                               | Дівочий чемпіонат Південної Америки (WU-17) 2010 | [ 65 ]                                          |
| 6.                                              | 11 лютого 2010                                  | Пасаембу, Сан-Паулу, Бразилія                   | 7–0                                             | Чилі                                            | 1                                               | 6–0                                             | Sul-Americano Sub-17 de 2010                     | [ 66 ]                                          |
| 7.                                              | 3 квітня 2010                                   | Піцца Гат Парк, Фриско, США                     | 2–2                                             | США                                             | ?                                               | ?                                               | Жіночий кубок Далласа (WU-17) 2010               |                                                 |
| 8.                                              | 6 вересня 2010                                  | Ларрі Гомес, Аріма, Тринідад і Тобаго           | 1–2                                             | Ірландія                                        | 0                                               | –                                               | Дівочий чемпіонат світу (WU-17) 2010             |                                                 |
| 9.                                              | 9 вересня 2010                                  | Ларрі Гомес, Аріма, Тринідад і Тобаго           | 1–0                                             | Гана                                            | 0                                               | –                                               | Дівочий чемпіонат світу (WU-17) 2010             |                                                 |
| 10.                                             | 13 вересня 2010                                 | Менні Рамджон, Сан-Фернандо, Тринідад і Тобаго  | 2–0                                             | Канада                                          | 0                                               | –                                               | Дівочий чемпіонат світу (WU-17) 2010             |                                                 |
| 11.                                             | 17 вересня 2010                                 | Ато Болдон, Кува, Тринідад і Тобаго             | 2–1                                             | Іспанія                                         | 0                                               | –                                               | Дівочий чемпіонат світу (WU-17) 2010             |                                                 |
| 12.                                             | 9 березня 2012                                  | Ель-Тауйши, Санта-Круз-де-ла-Серра, Болівія     | 7–0                                             | Парагвай                                        | 2                                               | 3–0                                             | Південноамериканський кубок (WU-17) 2012         | [ 68 ]                                          |
| 12.                                             | 9 березня 2012                                  | Ель-Тауйши, Санта-Круз-де-ла-Серра, Болівія     | 7–0                                             | Парагвай                                        | 2                                               | 7–0                                             | Південноамериканський кубок (WU-17) 2012         | [ 68 ]                                          |
| 13.                                             | 13 березня 2012                                 | Ель-Тауйши, Санта-Круз-де-ла-Серра, Болівія     | 0–3                                             | Венесуела                                       | 0                                               | –                                               | Південноамериканський кубок (WU-17) 2012         | [ 69 ]                                          |
| 14.                                             | 15 березня 2012                                 | Ель-Тауйши, Санта-Круз-де-ла-Серра, Болівія     | 5–1                                             | Колумбія                                        | 1                                               | 4–1                                             | Південноамериканський кубок (WU-17) 2012         | [ 70 ]                                          |
| 15.                                             | 17 березня 2012                                 | Ла-Кальдера дель-Діабло, Монтеро, Болівія       | 0–9                                             | Чилі                                            | 0                                               | –                                               | Південноамериканський кубок (WU-17) 2012         | [ 71 ]                                          |
| 16.                                             | 21 березня 2012                                 | Естадіо Патріа, Сукре, Болівія                  | 5–1                                             | Аргентина                                       | 0                                               | –                                               | Південноамериканський кубок (WU-17) 2012         | [ 72 ]                                          |
| 17.                                             | 23 березня 2012                                 | Естадіо Патріа, Сукре, Болівія                  | 3–1                                             | Колумбія                                        | 1                                               | 2–1                                             | Південноамериканський кубок (WU-17) 2012         | [ 73 ]                                          |
| 18.                                             | 25 березня 2012                                 | Естадіо Патріа, Сукре, Болівія                  | 0–1                                             | Уругвай                                         | 1                                               | 0–1                                             | Південноамериканський кубок (WU-17) 2012         | [ 74 ]                                          |
| 19.                                             | 23 вересня 2012                                 | Баїл Арена, Баку, Азербайджан                   | 0–5                                             | Японія                                          | 0                                               | –                                               | Дівочий чемпіонату світу (WU-17) 2012            |                                                 |
| 20.                                             | 26 вересня 2012                                 | 8 км, Баку, Азербайджан                         | 0–1                                             | Мексика                                         | 0                                               | –                                               | Дівочий чемпіонату світу (WU-17) 2012            |                                                 |
| 21.                                             | 30 вересня 2012                                 | 8 км, Баку, Азербайджан                         | 3–4                                             | Нова Зеландія                                   | 1                                               | 1–3                                             | Дівочий чемпіонату світу (WU-17) 2012            |                                                 |
| 22.                                             | 5 жовтня 2012                                   | 8 км, Баку, Азербайджан                         | 2–1                                             | Німеччина                                       | 0                                               | –                                               | Дівочий чемпіонату світу (WU-17) 2012            |                                                 |
| Легенда: Перемоги — Нічиї — Поразки             |                                                 |                                                 |                                                 |                                                 |                                                 |                                                 |                                                  |                                                 |

### Молодіжна збірна Бразилія (WU-20)
Андрессінья виступала на жіночому молодіжному чемпіонаті (WU-20) 2012 та 2014 року. Двічі вигравав титул чемпіонки Південної Америки у вище вказаній віковій категорії та ставала найкращою бомбардиркою в 2014 році, де він також носила капітанську пов'язку. Анддрессінья повернулася до захисту команди U-20 на жіночому чемпіонаті світу 2014 року, але бразилійки всеж вибули за підсумками групового етапу/

#### Матчі та голи за молодіжну збірну Бразилії (WU-20)
| Матчі та голи за молодіжну збірну Бразилії (WU-20) | Матчі та голи за молодіжну збірну Бразилії (WU-20) | Матчі та голи за молодіжну збірну Бразилії (WU-20)      | Матчі та голи за молодіжну збірну Бразилії (WU-20) | Матчі та голи за молодіжну збірну Бразилії (WU-20) | Матчі та голи за молодіжну збірну Бразилії (WU-20) | Матчі та голи за молодіжну збірну Бразилії (WU-20) | Матчі та голи за молодіжну збірну Бразилії (WU-20)  | Матчі та голи за молодіжну збірну Бразилії (WU-20) |
| Nº                                                 | Дата                                               | Місце                                                   | Результат                                          | Суперник                                           | Голи                                               | Рахунок                                            | Змагання                                            | Пос.                                               |
| -------------------------------------------------- | -------------------------------------------------- | ------------------------------------------------------- | -------------------------------------------------- | -------------------------------------------------- | -------------------------------------------------- | -------------------------------------------------- | --------------------------------------------------- | -------------------------------------------------- |
| 1.                                                 | 20 січня 2012                                      | Віла Капанема, Куритиба, Бразилія                       | 2–0                                                | Парагвай                                           | 0                                                  | –                                                  | Молодіжний чемпіонат Південної Америки (WU-20) 2012 | [ 78 ]                                             |
| 2.                                                 | 24 січня 2012                                      | Ештадіу Жерману Крюгер, Понта-Гроса, Бразилія           | 0–6                                                | Перу                                               | 0                                                  | –                                                  | Молодіжний чемпіонат Південної Америки (WU-20) 2012 |                                                    |
| 3.                                                 | 28 січня 2012                                      | Карагенджау, Паранагуа, Бразилія                        | 1–2                                                | Болівія                                            | 0                                                  | –                                                  | Молодіжний чемпіонат Південної Америки (WU-20) 2012 |                                                    |
| 4.                                                 | 1 лютого 2012                                      | Ештадіу Жерману Крюгер, Понта-Гроса, Бразилія           | 1–0                                                | Колумбія                                           | 0                                                  | –                                                  | Молодіжний чемпіонат Південної Америки (WU-20) 2012 |                                                    |
| 5.                                                 | 3 лютого 2012                                      | Віла-Капанема, Куритиба, Бразилія                       | 8–0                                                | Парагвай                                           | 0                                                  | –                                                  | Молодіжний чемпіонат Південної Америки (WU-20) 2012 |                                                    |
| 6.                                                 | 5 лютого 2012                                      | Коуту Перейра, Куритиба, Бразилія                       | 2–0                                                | Аргентина                                          | 0                                                  | –                                                  | Молодіжний чемпіонат Південної Америки (WU-20) 2012 |                                                    |
| 7.                                                 | 13 січня 2014                                      | Естадіо Шарруа, Монтевідео, Уругвай                     | 2–0                                                | Чилі                                               | 0                                                  | –                                                  | Молодіжний чемпіонат Південної Америки (WU-20) 2014 | [ 79 ]                                             |
| 8.                                                 | 15 січня 2014                                      | Естадіо Шарруа, Монтевідео, Уругвай                     | 1–8                                                | Уругвай                                            | 1                                                  | 0–1                                                | Молодіжний чемпіонат Південної Америки (WU-20) 2014 | [ 80 ]                                             |
| 9.                                                 | 19 січня 2014                                      | Естадіо Шарруа, Монтевідео, Уругвай                     | 0–0                                                | Колумбія                                           | 0                                                  | –                                                  | Молодіжний чемпіонат Південної Америки (WU-20) 2014 |                                                    |
| 10.                                                | 21 січня 2014                                      | Естадіо Шарруа, Монтевідео, Уругвай                     | 3–2                                                | Венесуела                                          | 1                                                  | 2–0                                                | Молодіжний чемпіонат Південної Америки (WU-20) 2014 | [ 81 ]                                             |
| 11.                                                | 25 січня 2014                                      | Муніципальний стадіон Парк Лейбіг, Фрай-Бентос, Уругвай | 3–0                                                | Болівія                                            | 1                                                  | 1–0                                                | Молодіжний чемпіонат Південної Америки (WU-20) 2014 | [ 82 ]                                             |
| 12.                                                | 28 січня 2014                                      | Муніципальний стадіон Парк Лейбіг, Фрай-Бентос, Уругвай | 0–6                                                | Колумбія                                           | 2                                                  | 0–3                                                | Молодіжний чемпіонат Південної Америки (WU-20) 2014 | [ 83 ]                                             |
| 12.                                                | 28 січня 2014                                      | Муніципальний стадіон Парк Лейбіг, Фрай-Бентос, Уругвай | 0–6                                                | Колумбія                                           | 2                                                  | 0–5                                                | Молодіжний чемпіонат Південної Америки (WU-20) 2014 | [ 83 ]                                             |
| 13.                                                | 31 січня 2014                                      | Муніципальний стадіон Парк Лейбіг, Фрай-Бентос, Уругвай | 2–0                                                | Парагвай                                           | 1                                                  | 1–0                                                | Молодіжний чемпіонат Південної Америки (WU-20) 2014 | [ 84 ]                                             |
| 14.                                                | 5 серпня 2014                                      | Коммонвелз, Едмонтон, Канада                            | 1–1                                                | КНР                                                | 0                                                  | –                                                  | Молодіжний чемпіонат світу (WU-20) 2014             |                                                    |
| 15.                                                | 8 серпня 2014                                      | Коммонвелз, Едмонтон, Канада                            | 1–0                                                | США                                                | 0                                                  | –                                                  | Молодіжний чемпіонат світу (WU-20) 2014             |                                                    |
| 16.                                                | 12 серпня 2014                                     | Олімпійський стадіон, Монреаль, Канада                  | 1–5                                                | Німеччина                                          | 0                                                  | –                                                  | Молодіжний чемпіонат світу (WU-20) 2014             |                                                    |
| Легенда: Перемоги — Нічиї — Поразки                |                                                    |                                                         |                                                    |                                                    |                                                    |                                                    |                                                     |                                                    |

### Національна збірна Бразилії
19 грудня 2012 року Андрессінья дебютувала за національну збірну Бразилії проти Данії у фіналі Міжнародного жіночого турніру з футболу, коли Бразилія виграла свій третій титул у вище вказаному турнірі. У тому ж році вона повернулася до головної команди, у вересні 2014 року, на Кубок Америки, на якому бразилійки вшосте в історії стали переможцями турніру. У грудні 2014 року відбувся черговий розіграш Міжнародного жіночого футбольного турніру, на якому Бразилія знову тріумфувала. Саме у цьому розіграші Міжнародного футбольного турніру, 18 грудня 2014 року Андресса відзначилася дебютним голом за національну збірну, реалізувавши штрафний удар у переможному (4:1) фінальному поєдинку проти Китаю. Разом з Формігою грала на позиції опорного півзахисника й отримала схвальні відгуки від тодішнього головного тренера «Селесау» Вадао.
| | Щоразу, коли люди запитують мене про майбутнє жіночого футболу, я говорю про Андрессінью. |
| — Освалду Фумейру Алваріш, або просто Вадао, тренер національної жіночої збірної Бразилії з футболу |                                                                                           |

У лютому 2015 року Анддрессінью викликали до 18-місячної Постійної програми проживання бразильської жіночої збірної з футболу, призначеної для підготовки команди до Чемпіонату світу 2015 року та Олімпійських ігор у Ріо-2016. У березні 2015 року, готуючись до чемпіонату світу того року, виступала на Кубку Алгарве, де Бразилія посіла лише 7 місце. На чемпіонаті світу 2015 року виходила в стартовому складі у всіх матчах збірної Бразилії, яка здобула перше місце на груповому етапі, при чому без жодної поразки та пропущених м'ячів. Анддресінья визнана гравчинею матчу у переможному для Бразилії (1:0) проти Коста-Рикою. Бразильці, однак, у 1/8 фіналу поступилися Австралії.
Через місяць після чемпіонату світу, у липні 2015 року, Андрессінья повернувся до виступів за національну збірну, тепер у футболці з номером 10, представляти Бразилію на Панамериканських іграх 2015 року в Торонто, коли жіноча збірна з футболу завоювала свою третю золоту медаль у вище вказаному турнірі. У грудні 2015 року вона була разом з іншими гравчинами бразильської команди в іншому розіграші Міжнародного жіночого футбольного турніру, де Бразилія стала шестиразовим чемпіоном вище вказаному турнірі. Учасник Кубку Алгарве 2016 року, у березні того ж року провели турнір, на якому команда стала другою.

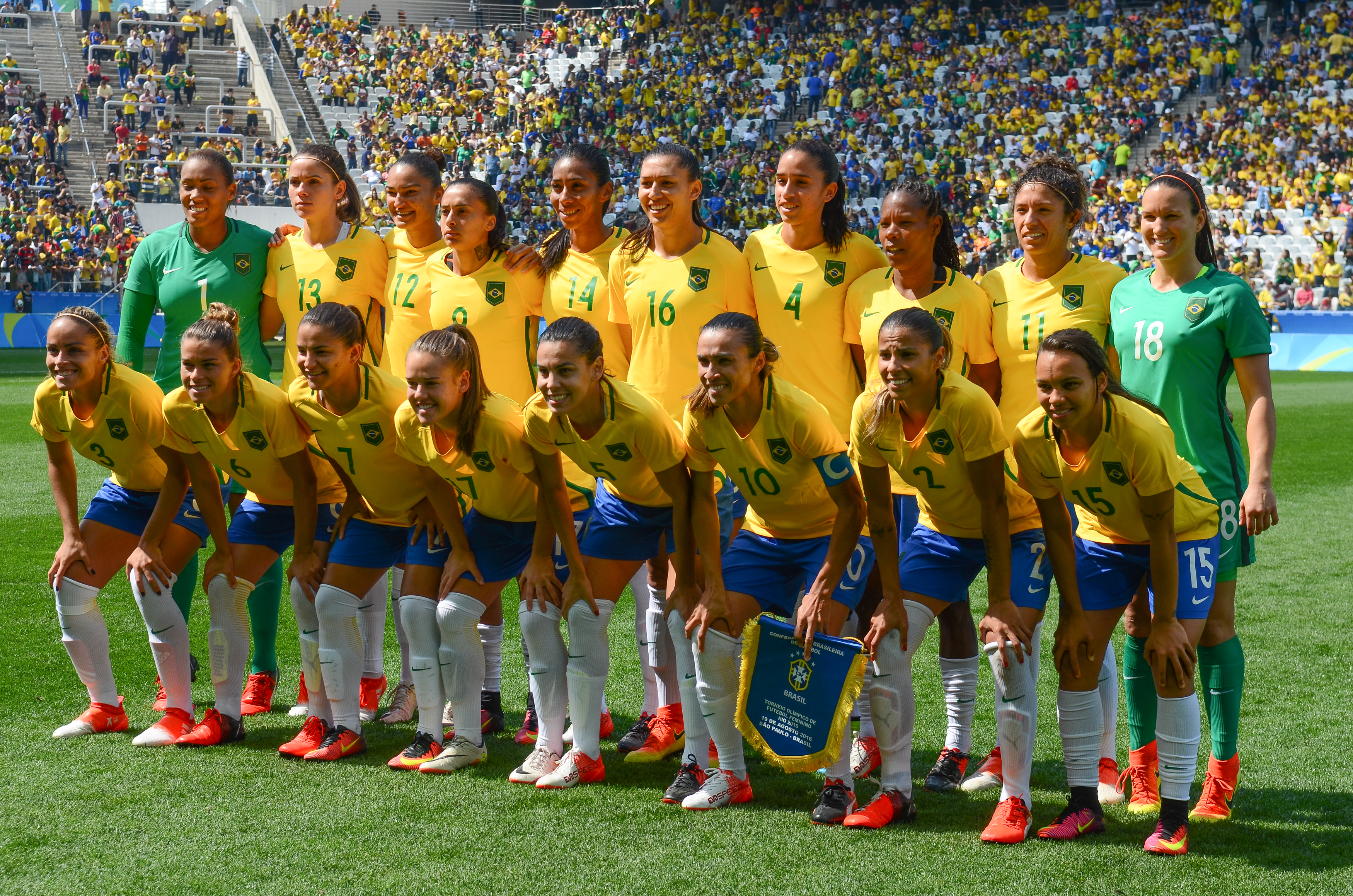
Збірна Бразилії на Олімпійських іграх у Ріо -2016.

12 липня 2016 року Андрессінью викликали для участі в Олімпійських іграх того ж року, які відбудуться в Ріо-де-Жанейро. Вона розпочала змагання як гравчиня запасу, але після чудового виступу в другій половині переможного для бразилійок (3:0) поєдинку проти Китаю, стала основною гравчинею при головному тренері Вадао. Зіграла у 5-ти з 6-ти матчів у вище вказаному турнірі та розпочала зі стартового складу третю гру групового етапу проти Південної Африки (0:0). У чвертьфінальній грі проти Австралії збірна Бразилії зіграла внічию (0:0) після завершення овертайму, Андрессінья вийшла на поле за 4 хвилинами до кінця й мала можливість допомогти команді здобути перемогу. Матч перейшов у серію пенальті, Андресса реалізувала другий удар бразилійок в серії та допомогла їм здобути перемогу в матчі. Селесау, однак, зазнали поразки у півфіналі від Швеції після чергової безгольової нічиєї та нової серії пенальті, де воротар Ліндгал відбила удари Андрессіньї та Крістіане. Бразилійки знову зазнали поразки в поєдинку за бронзові медалі, цього разу від збірної Канади та посіли 4-те підсумкове місце, а Машрі не полі так і не з'явилася

#### Матчі та голи за національну збірну Бразилії
| Матчі та голи за національну збірну Бразилію | Матчі та голи за національну збірну Бразилію | Матчі та голи за національну збірну Бразилію                        | Матчі та голи за національну збірну Бразилію | Матчі та голи за національну збірну Бразилію | Матчі та голи за національну збірну Бразилію | Матчі та голи за національну збірну Бразилію | Матчі та голи за національну збірну Бразилію | Матчі та голи за національну збірну Бразилію |
| Nº                                           | Дата                                         | Місце                                                               | Результат                                    | Суперник                                     | Голи                                         | Рахунок                                      | Змагання                                     | Пос.                                         |
| -------------------------------------------- | -------------------------------------------- | ------------------------------------------------------------------- | -------------------------------------------- | -------------------------------------------- | -------------------------------------------- | -------------------------------------------- | -------------------------------------------- | -------------------------------------------- |
| 1.                                           | 19 грудня 2012                               | Пакаембу, Сан-Паулу, Бразилія                                       | 2–2                                          | Данія                                        | 0                                            | –                                            | Міжнародний турнір 2012                      | [ 101 ]                                      |
| 2.                                           | 20 грудня 2014                               | Естадіо Хорхе Андраде Кантос, Азогес, Еквадор                       | 0–2                                          | Аргентина                                    | 0                                            | –                                            | Кубок Америки 2014                           | [ 102 ]                                      |
| 3.                                           | 24 вересня 2014                              | Ла-Кальдера-дель-Сул, Кіто, Еквадор                                 | 4–0                                          | Еквадор                                      | 0                                            | –                                            | Кубок Америки 2014                           |                                              |
| 4.                                           | 26 вересня 2014                              | Естадіо Руміньяї, Санголькі, Еквадор                                | 6–0                                          | Аргентина                                    | 0                                            | –                                            | Кубок Америки 2014                           | [ 103 ]                                      |
| 5.                                           | 28 вересня 2014                              | Олімпійський стадіон, Кіто, Еквадор                                 | 0–0                                          | Колумбія                                     | 0                                            | –                                            | Кубок Америки 2014                           | [ 104 ]                                      |
| 6.                                           | 26 листопада 2014                            | Жерлан, Ліон, Франція                                               | 2–0                                          | Франція                                      | 0                                            | –                                            | Товариський матч                             |                                              |
| 7.                                           | 10 грудня 2014                               | Мане Гаррінча, Бразиліа, Бразилія                                   | 4–0                                          | Аргентина                                    | 0                                            | –                                            | Міжднародний турнір 2014                     | [ 105 ]                                      |
| 8.                                           | 14 грудня 2014                               | Мане Гаррінча, Бразиліа, Бразилія                                   | 3–2                                          | США                                          | 0                                            | –                                            | Міжднародний турнір 2014                     |                                              |
| 9.                                           | 18 грудня 2014                               | Мане Гаррінча, Бразиліа, Бразилія                                   | 4–1                                          | КНР                                          | 1                                            | 2–0                                          | Міжднародний турнір 2014                     |                                              |
| 10.                                          | 21 грудня 2014                               | Мане Гаррінча, Бразиліа, Бразилія                                   | 0–0                                          | США                                          | 0                                            | –                                            | Міжднародний турнір 2014                     |                                              |
| 11.                                          | 6 березня 2015                               | Ештадіу Мунісіпал, Лагуш, Португалія                                | 0–2                                          | Швеція                                       | 0                                            | –                                            | Кубок Алгарве 2015                           |                                              |
| 12.                                          | 9 березня 2015                               | Ештадіу да Бела-Віста, Паршал, Португалія                           | 1–3                                          | Німеччина                                    | 0                                            | –                                            | Кубок Алгарве 2015                           |                                              |
| 13.                                          | 11 березня 2015                              | Ештадіу Мунісіпал, Албуфейра, Португалія                            | 4–1                                          | Швейцарія                                    | 0                                            | –                                            | Кубок Алгарве 2015                           |                                              |
| 14.                                          | 8 квітня 2015                                | Рюнгоф, Фюрт, Німеччина                                             | 4–0                                          | Німеччина                                    | 0                                            | –                                            | Товариський матч                             |                                              |
| 15.                                          | 10 червня 2015                               | Олімпійський стадіон, Монреаль, Канада                              | 2–0                                          | Південна Корея                               | 0                                            | –                                            | Чемпіонат світу 2015                         |                                              |
| 16.                                          | 13 червня 2015                               | Олімпійський стадіон, Монреаль, Канада                              | 1–0                                          | Іспанія                                      | 0                                            | –                                            | Чемпіонат світу 2015                         |                                              |
| 17.                                          | 17 червня 2015                               | Монктон, Монктон, Канада                                            | 0–1                                          | Коста-Рика                                   | 0                                            | –                                            | Чемпіонат світу 2015                         |                                              |
| 18.                                          | 21 червня 2015                               | Монктон, Монктон, Канада                                            | 0–1                                          | Австралія                                    | 0                                            | –                                            | Чемпіонат світу 2015                         |                                              |
| 19.                                          | 11 липня 2015                                | Тім Гортонс Філд, Гамільтон, Канада                                 | 0–3                                          | Коста-Рика                                   | 0                                            | –                                            | Панамериканські ігри 2015                    |                                              |
| 20.                                          | 15 липня 2015                                | Тім Гортонс Філд, Гамільтон, Канада                                 | 7–1                                          | Еквадор                                      | 0                                            | –                                            | Панамериканські ігри 2015                    |                                              |
| 21.                                          | 19 липня 2015                                | Тім Гортонс Філд, Гамільтон, Канада                                 | 0–2                                          | Канада                                       | 0                                            | –                                            | Панамериканські ігри 2015                    |                                              |
| 22.                                          | 22 липня 2015                                | Тім Гортонс Філд, Гамільтон, Канада                                 | '4–2                                         | Мексика                                      | 0                                            | –                                            | Панамериканські ігри 2015                    |                                              |
| 23.                                          | 25 липня 2015                                | Тім Гортонс Філд, Гамільтон, Канада                                 | 4–0                                          | Колумбія                                     | 0                                            | –                                            | Панамериканські ігри 2015                    |                                              |
| 24.                                          | 19 вересня 2015                              | Стад Осеан, Гавр, Франція                                           | 2–1                                          | Франція                                      | 0                                            | –                                            | Товариський матч                             |                                              |
| 25.                                          | 21 жовтня 2015                               | Сенчурі Лінк Філд, Сіетл, США                                       | 1–1                                          | США                                          | 0                                            | –                                            | Товариський матч                             | [ 106 ]                                      |
| 26.                                          | 25 жовтня 2015                               | Кемпінг Ворлд Стедіум, Орландо, США                                 | 3–1                                          | США                                          | 0                                            | –                                            | Товариський матч                             | [ 107 ]                                      |
| 27.                                          | 28 листопада 2015                            | Пакаембу, Сан-Паулу, Бразилія                                       | 0–1                                          | Нова Зеландія                                | 0                                            | –                                            | Товариський матч                             |                                              |
| 28.                                          | 1 грудня 2015                                | Арена Пантанал, Куяба, Бразилія                                     | 5–1                                          | Нова Зеландія                                | 0                                            | –                                            | Товариський матч                             |                                              |
| 29.                                          | 9 грудня 2015                                | Арена дас Дунас, Натал, Бразилія                                    | 11–0                                         | Тринідад і Тобаго                            | 0                                            | –                                            | Міжнародний турнір 2015                      |                                              |
| 30.                                          | 13 грудня 2015                               | Арена дас Дунас, Натал, Бразилія                                    | 0–6                                          | Мексика                                      | 0                                            | –                                            | Міжнародний турнір 2015                      |                                              |
| 31.                                          | 16 грудня 2015                               | Арена дас Дунас, Натал, Бразилія                                    | 2–1                                          | Канада                                       | 0                                            | –                                            | Міжнародний турнір 2015                      |                                              |
| 32.                                          | 4 березня 2016                               | Ештадіу Мунісіпал, Віла-Реал-де-Санту-Антоніу, Португалія           | 1–3                                          | Португалія                                   | 0                                            | –                                            | Кубок Алгарве 2016                           |                                              |
| 33.                                          | 7 березня 2016                               | Ештадіу Мунісіпал, Лагуш, Португалія                                | 3–0                                          | Росія                                        | 0                                            | –                                            | Кубок Алгарве 2016                           |                                              |
| 34.                                          | 4 червня 2016                                | БМО Філд, Торонто, Канада                                           | 0–2                                          | Канада                                       | 0                                            | –                                            | Товариський матч                             |                                              |
| 35.                                          | 7 червня 2016                                | Ті-Ді Плейс Стедіум, Оттава, Канада                                 | 1–0                                          | Канада                                       | 0                                            | –                                            | Товариський матч                             |                                              |
| 36.                                          | 23 липня 2016                                | Ештадіу Презіденте Варгаш, Форталеза, Бразилія                      | 3–1                                          | Австралія                                    | 0                                            | –                                            | Товариський матч                             |                                              |
| 37.                                          | 3 серпня 2016                                | Енженьян, Ріо-де-Жанейро, Бразилія                                  | 3–0                                          | КНР                                          | 0                                            | –                                            | Олімпійські ігри 2016                        | [ 108 ]                                      |
| 38.                                          | 6 серпня 2016                                | Енженьян, Ріо-де-Жанейро, Бразилія                                  | 5–1                                          | Швеція                                       | 0                                            | –                                            | Олімпійські ігри 2016                        | [ 109 ]                                      |
| 39.                                          | 9 серпня 2016                                | Арена да Амазонія, Манаус, Бразилія                                 | 0–0                                          | ПАР                                          | 0                                            | –                                            | Олімпійські ігри 2016                        | [ 110 ]                                      |
| 40.                                          | 12 серпня 2016                               | Мінейран, Белу-Оризонті, Бразилія                                   | (7) 0–0 (6)                                  | Австралія                                    | 0                                            | –                                            | Олімпійські ігри 2016                        | [ 111 ]                                      |
| 41.                                          | 16 серпня 2016                               | Маракана, Ріо-де-Жанейро, Бразилія                                  | (3) 0–0 (4)                                  | Швеція                                       | 0                                            | –                                            | Олімпійські ігри 2016                        | [ 112 ]                                      |
| 42.                                          | 16 вересня 2016                              | Стад-де-Альпс, Гренобль, Франція                                    | 1–1                                          | Франція                                      | 0                                            | –                                            | Товариський матч                             |                                              |
| 43.                                          | 7 грудня 2016                                | Арена да Амазонія, Манаус, Бразилія                                 | 6–0                                          | Коста-Рика                                   | 1                                            | 1–0                                          | Міжнародний турнір 2016                      | [ 113 ]                                      |
| 44.                                          | 11 грудня 2016                               | Арена да Амазонія, Манаус, Бразилія                                 | 0–4                                          | Росія                                        | 0                                            | –                                            | Міжнародний турнір 2016                      | [ 114 ]                                      |
| 45.                                          | 14 грудня 2016                               | Арена да Амазонія, Манаус, Бразилія                                 | 3–1                                          | Італія                                       | 1                                            | 1–0                                          | Міжнародний турнір 2016                      | [ 115 ]                                      |
| 46.                                          | 18 грудня 2016                               | Арена да Амазонія, Манаус, Бразилія                                 | 5–3                                          | Італія                                       | 2                                            | 3–2                                          | Міжнародний турнір 2016                      | [ 116 ]                                      |
| 46.                                          | 18 грудня 2016                               | Арена да Амазонія, Манаус, Бразилія                                 | 5–3                                          | Італія                                       | 2                                            | 4–2                                          | Міжнародний турнір 2016                      | [ 116 ]                                      |
| 47.                                          | 10 червня 2017                               | Муніципальний стадіон ім. Фернандо Торреса, Мадрид, Іспанія         | 1–2                                          | Іспанія                                      | 0                                            | –                                            | Товариський матч                             | [ 117 ]                                      |
| 48.                                          | 13 червня 2017                               | Лаугардалсволлур, Рейк'явік, Ісландія                               | 0–1                                          | Ісландія                                     | 0                                            | –                                            | Товариський матч                             | [ 118 ]                                      |
| 49.                                          | 27 липня 2017                                | Сенчурі Лінк Філд, Сіетл, США                                       | 1–1                                          | Японія                                       | 0                                            | –                                            | Турнір націй 2017                            |                                              |
| 50.                                          | 30 липня 2017                                | Куалкомм Стедіум, Сан-Дієго, США                                    | 4–3                                          | США                                          | 2                                            | 0–1                                          | Турнір націй 2017                            |                                              |
| 50.                                          | 30 липня 2017                                | Куалкомм Стедіум, Сан-Дієго, США                                    | 4–3                                          | США                                          | 2                                            | 1–3                                          | Турнір націй 2017                            |                                              |
| 51.                                          | 3 серпня 2017                                | СтабХаб Центр, Карсон, США                                          | 6–1                                          | Австралія                                    | 0                                            | –                                            | Турнір націй 2017                            | [ 119 ]                                      |
| 52.                                          | 16 вересня 2017                              | Пенріт Стедіум, Сідней, Австралія                                   | 2–1                                          | Австралія                                    | 0                                            | –                                            | Товариський матч                             | [ 120 ]                                      |
| 53.                                          | 19 вересня 2017                              | Макдональд Джонс Стедіум, Ньюкасл, Австралія                        | 3–2                                          | Австралія                                    | 0                                            | –                                            | Товариський матч                             |                                              |
| 54.                                          | 19 жовтня 2017                               | Йонгчан Стедіум, Чунцин, Китай                                      | 3–0                                          | Мексика                                      | 0                                            | –                                            | Кубок КФА 2017                               | [ 121 ]                                      |
| 55.                                          | 21 жовтня 2017                               | Йонгчан Стедіум, Чунцин, Китай                                      | 2–0                                          | Північна Корея                               | 0                                            | –                                            | Кубок КФА 2017                               | [ 122 ]                                      |
| 56.                                          | 24 жовтня 2017                               | Йонгчан Стедіум, Чунцин, Китай                                      | 2–2                                          | КНР                                          | 0                                            | –                                            | Кубок КФА 2017                               |                                              |
| 57.                                          | 25 листопада 2017                            | Естадіо Діагіта, Овальє, Чилі                                       | 0–4                                          | Чилі                                         | 0                                            | –                                            | Товариський матч                             |                                              |
| 58.                                          | 28 листопада 2017                            | Естадіо Ла-Портада, Ла-Серена, Чилі                                 | 0–3                                          | Чилі                                         | 0                                            | –                                            | Товариський матч                             |                                              |
| 59.                                          | 7 квітня 2018                                | Муніципальний стадіон ім. Франсиско Санчеса Руморосо, Кокімбо, Чилі | 8–0                                          | Еквадор                                      | 1                                            | 3–0                                          | Кубок Америки 2018                           | [ 124 ]                                      |
| 60.                                          | 11 квітня 2018                               | Муніципальний стадіон ім. Франсиско Санчеса Руморосо, Кокімбо, Чилі | 4–0                                          | Венесуела                                    | 0                                            | –                                            | Кубок Америки 2018                           | [ 125 ]                                      |
| 61.                                          | 13 квітня 2018                               | Муніципальний стадіон ім. Франсиско Санчеса Руморосо, Кокімбо, Чилі | 0–7                                          | Болівія                                      | 2                                            | 0–2                                          | Кубок Америки 2018                           |                                              |
| 61.                                          | 13 квітня 2018                               | Муніципальний стадіон ім. Франсиско Санчеса Руморосо, Кокімбо, Чилі | 0–7                                          | Болівія                                      | 2                                            | 0–4                                          | Кубок Америки 2018                           |                                              |
| 62.                                          | 16 квітня 2018                               | Естадіо Ла-Портада, Ла-Серена, Чилі                                 | 3–1                                          | Чилі                                         | 0                                            | –                                            | Кубок Америки 2018                           |                                              |
| 63.                                          | 19 квітня 2018                               | Естадіо Ла-Портада, Ла-Серена, Чилі                                 | 3–0                                          | Аргентина                                    | 0                                            | –                                            | Кубок Америки 2018                           | [ 126 ]                                      |
| 64.                                          | 25 липня 2018                                | Чілдренс Мерсі Парк, Канзас-Сіті, США                               | 1–3                                          | Австралія                                    | 0                                            | –                                            | Турнір націй 2018                            | [ 127 ]                                      |
| 65.                                          | 29 липня 2018                                | Претт-енд-Вітні Стедіум, Іст-Гартфорд, США                          | 1–2                                          | Японія                                       | 0                                            | –                                            | Турнір націй 2018                            | [ 128 ]                                      |
| 66.                                          | 2 вересня 2018                               | Ті-Ді Плейс Стедіум, Оттава, Канада                                 | 1–0                                          | Канада                                       | 0                                            | –                                            | Товариський матч                             | [ 129 ]                                      |
| –                                            | 4 вересня 2018                               | Ті-Ді Плейс Стедіум, Оттава, Канада                                 | 0–1                                          | Канада                                       | 0                                            | –                                            | Товариський матч (неофіційний)               | [ 130 ]                                      |
| 67.                                          | 6 жовтня 2018                                | Мідоу Лейн, Ноттінгем, Англія                                       | 1–0                                          | Англія                                       | 0                                            | –                                            | Товариський матч                             | [ 131 ]                                      |
| 68.                                          | 10 листопада 2018                            | Альянц Рив'єра, Ніцца, Франція                                      | 3–0                                          | Франція                                      | 0                                            | –                                            | Товариський матч                             |                                              |
| Легенда: Перемога — Нічия — Поразка.         |                                              |                                                                     |                                              |                                              |                                              |                                              |                                              |                                              |

## Визнання

### Почесна громадянка Роке-Гонсалеш
У квітні 2014 року міська рада Роке-Гонсалеша надала Андресіньї титул почесного громадянина, який вона на церемонії 26 грудня того ж року.

### Олімпійські нагороди
23 листопада 2016 року Законодавча асамблея Ріо-Гранде-ду-Сул нагородила Олімпійськими відзнаками спортсменів зі штату Ріо-Гранде-ду-Сул, які брали участь в Олімпійських та Паралімпійських іграх 2016 року в Ріо-де-Жанейро. Через неможливість відвідати церемонію Анддрессіньєю її представляв Маркос Планета, координатор відділу жіночого футболу в клубі «Пелотас», який розкрив талант гравчині.

### Інші відзнаки
У лютому 2010 року, після повернення до рідного міста Роке-Гонсалес та перемоги того ж року на чемпіонат Південної Америки (WU-17), її зустріли мешканці міста та відзначили мерією правом участі в параді у відкритому вагоні. З цієї нагоди було виготовлено вапняну форму з відбитком її ніг, яка буде виставлена у спортивній галереї Каса де Культура де Роке Гонсалес.
У 2012 році її знову вшанувало керівництво міста Роке-Гонсалес, а 20 грудня 2016 року — вже керівництво муніципалітету Пелотас.

### Принцеса Андрессінья
У 2017 році Андрессіньї присвятив свою пісню реп-виконавець Лучано D10 (порт. Princesa Andressinha).

## Досягнення

### Клубні

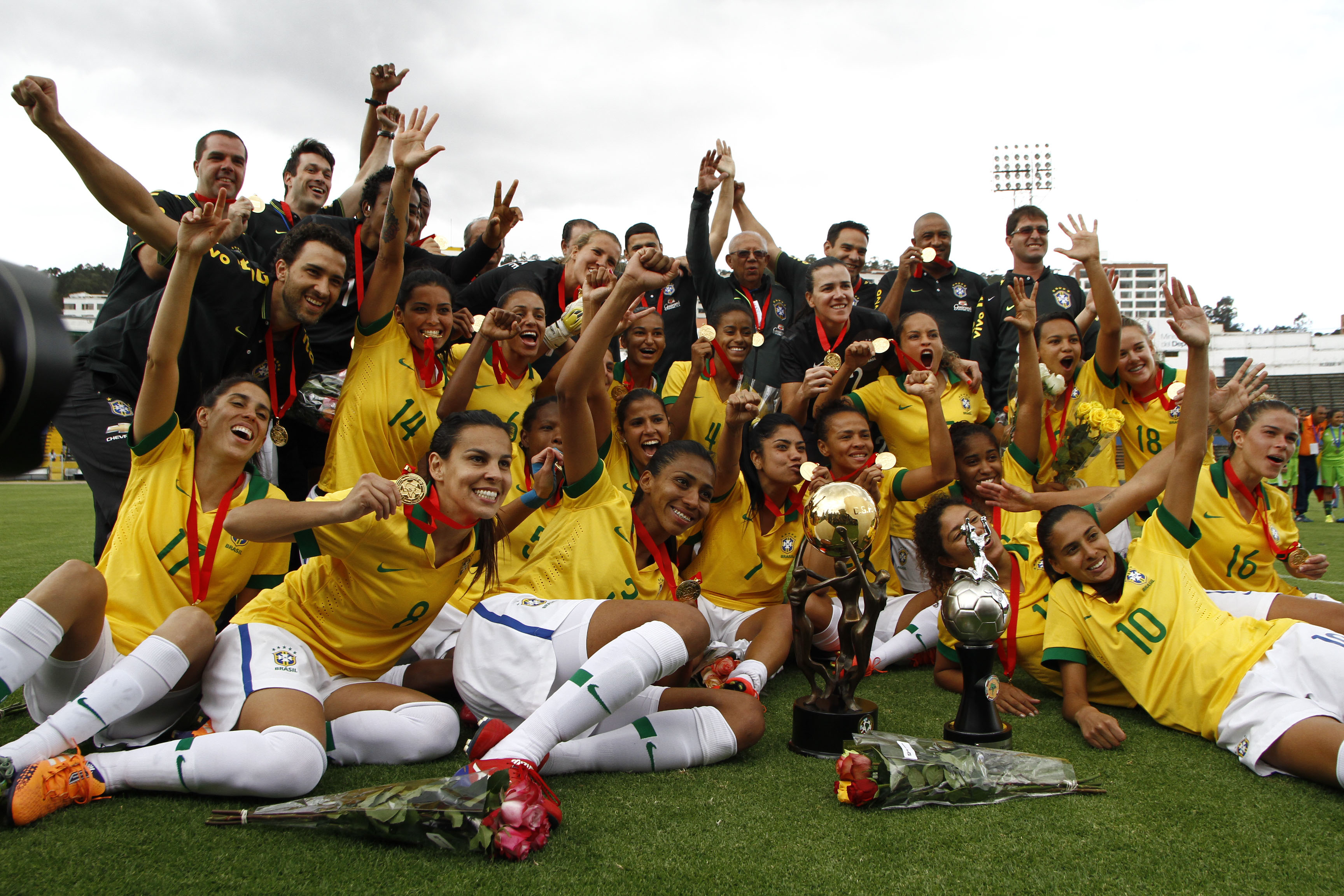
Бразилія —Чемпіон Південної Америки 2014 року (6-ий титул).

«Кіндерманн»
- Ліга Катаріненсе
  -  Чемпіон (4): 2010[7][8], 2011[9], 2012[10], 2013
- Ліга Катаріненсе з футзалу (WU-17)
  -  Чемпіон (2): 2010[13], 2012[135][136]

«Ірандуба»
- Ліга Амазоненсе
  -  Чемпіон (1): 2017[47]

«Корінтіанс»
- Серія A Бразилії
  -  Чемпіон (1): 2020
- Ліга Пауліста
  -  Чемпіон (1): 2020

### У збірній
- Кубок Америки
  -  Володар (2): 2014[137], 2018[138][139]
- Панамериканські ігри
  -  Чемпіон (1): 2015
- Кубок Південної Америки (WU-20)
  -  Володар (2): 2012[140], 2014[76]
- Кубок Південної Америки (WU-17)
  -  Володар (2): 2010[141], 2012[141]
- Міжнародний футбольний турнір
  -  Чемпіон (4): 2012, 2014[142], 2015[94], 2016[143]
- Кубок КФА
  -  Володар (1): 2017[144]

### Призові місця
«Кіндерманн»
- Серія A Бразилії
  -  Срібний призер (1): 2014[12]
- Ліга Катаріненсе з футзалу
  -  Срібний призер (1): 2011, 2013[145][146][147][148]
- Ліга Катаріненсе з футзалу (WU-20)
  -  Срібний призер (1): 2014[149][150]
- Ліга Катаріненсе з футзалу (WU-17)
  -  Срібний призер (1): 2011[151][152]

«Портленд Торнс»
- National Women's Soccer League
  -  Срібний призер (1): 2018[153]

«Ірандуба»
- Кубок Лібертадорес
  -  Бронзовий призер (1): 2018[154]

### Індивідуальні
- Найкраща молода гравчиня року «Х'юстон Даш» (1): 2015[21]
- Відкриття року в чемпіонаті Бразилії (1): 2015[42]
- Найкраща гравчиня туру NWSL (1): 13-ий тур сезону 2017 року[37]
- Найкраща гравчиня місяця NWSL (1): липень 2017
- Обраний гравчинею матчу Коста-Рика - Бразилія 17 червня 2015 року на чемпіонаті світу того ж року

### Бомбардирські досягнення
- Найкраща бомбардирка Ліги Катаріненсе (2): 2011 (14 голів)[11], 2013 (10 голів)[11]
- Найкраща бомбардирка Кубку Південної Америки (WU-20) (1): 2014 (6 голів)[76]

### Університетські та аматорські змагання

#### Муніципалітет Ітажаї / Фундація муніципалітету спорту та дозвілля
- Відкриті ігри штату Санта-Катаріни (футзал)
  -  Чемпіон (1): 2013

УНІАРП (Санта-Катаріна)
- Уніерситетський кубок Бразилії з футболу серед жінок
  -  Володар (1): 2014
- Ігри Бразильських університетів (футзал, перший дивізіон)
  -  Чемпіон (1): 2013[14]